# الوثبة للتأمين
شَرِكَة الْوَثْبَة الْوَطَنِيَّة لِلتَّأْمِيْن هي شركة تأمين وطنية أُسست في عام 1996 في دولة الإمارات العربية المتحدة، ومقرها الرئيس المسجل في أبو ظبي. يرأس مجلس إدارة الشركة الشيخ سيف بن محمد بن بطي آل حامد، وبسام شيلميران هو الرئيس التنفيذي.

## المنتجات
تقدم شركة الوثبة الوطنية للتأمين خدمات التأمين للأفراد والعائلات والعملاء من الشركات في التأمين على الحياة والطب والتأمين الشخصي (السيارات والممتلكات والهندسة والطاقة والبحري والبضائع البحرية وما إلى ذلك).